# Communauté d'agglomération du pays d'Aubagne et de l'Étoile
Cet article concerne l'ancienne communauté d'agglomération. Pour le territoire de la métropole d'Aix-Marseille-Provence, voir Pays d'Aubagne et de l'Étoile.
La communauté d'agglomération du pays d'Aubagne et de l'Étoile est une ancienne structure intercommunale située dans les départements des Bouches-du-Rhône et du Var et la région Provence-Alpes-Côte d'Azur. 
Le 1er janvier 2016, elle a fusionné avec cinq autres intercommunalités pour former la métropole d'Aix-Marseille-Provence. Les 12 communes de l'ancienne communauté d'agglomération forment aujourd'hui le territoire du pays d'Aubagne et de l'Étoile au sein de la métropole.
Avant la communauté d'agglomération du pays d'Aubagne et de l'Étoile, il y avait la Communauté de villes Garlaban-Huveaune- Sainte-Baume (GHB) qui était au début des années 1990, et marque une première étape vers la construction de la communauté d’agglomération : « Aubagne est un carrefour naturel à l’entrée Est de Marseille, un lieu de convergences. Avant même la création de la communauté de villes, nous avions développé des coopérations intercommunales autour de problématiques partagées, comme la prévention des inondations avec le syndicat de l’Huveaune, la gestion des espaces forestiers, les transports ou les ordures ménagères. »
D'après Jean Tardito, ancien maire d'Aubagne (de 1987 à 2001)

## Compétences

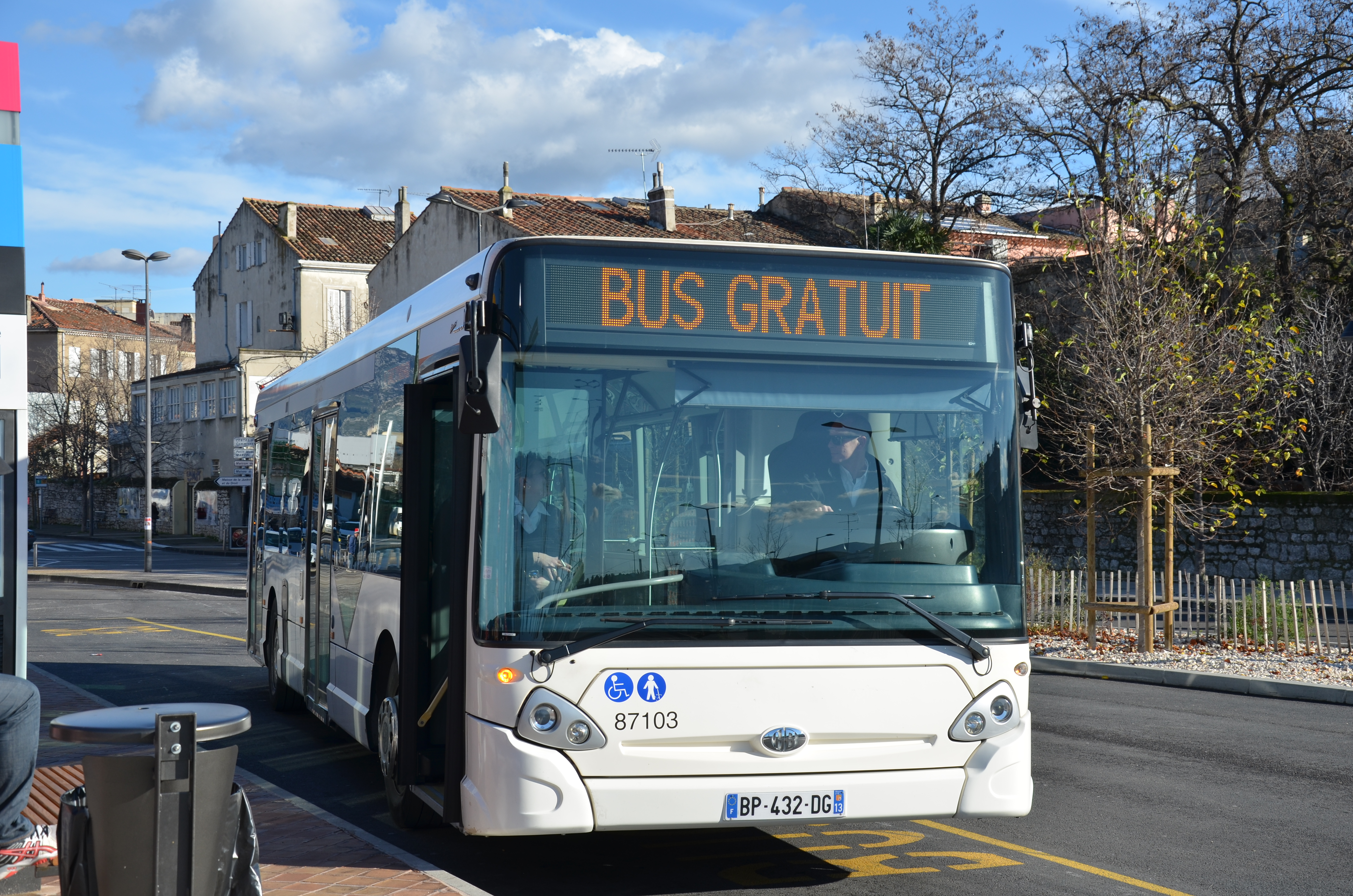
L'une des compétences de la communauté d'agglomération est le réseau gratuit Lignes de l'agglo.

Ses compétences sur le territoire sont les suivantes : 
- le développement économique, et l'emploi
- le tourisme,
- les transports avec le réseau Lignes de l'agglo, gratuit depuis 2009[1].
- l’urbanisme,
- l’habitat et les équipements publics,
- les déchets, l'eau et l'assainissement,
- l’agriculture et les forêts.

## Composition
Elle était composée de 12 communes des Bouches-du-Rhône et d'une commune du Var (Saint-Zacharie) :
| Nom                   | Code Insee | Gentilé             | Superficie (km2) | Population (dernière pop. légale) | Densité (hab./km2) |
| --------------------- | ---------- | ------------------- | ---------------- | --------------------------------- | ------------------ |
| Aubagne (siège)       | 13005      | Aubagnais           | 54,90            | 45 290 (2016)                     | 825                |
| Auriol                | 13007      | Auriolais           | 44,64            | 11 417 (2016)                     | 256                |
| Belcodène             | 13013      | Belcodénois         | 12,97            | 1 909 (2014)                      | 147                |
| Cadolive              | 13020      | Cadolivains         | 4,18             | 2 135 (2014)                      | 511                |
| Cuges-les-Pins        | 13030      | Cugeois             | 38,81            | 4 977 (2014)                      | 128                |
| La Bouilladisse       | 13016      | Bouilladissiens     | 12,61            | 6 056 (2014)                      | 480                |
| La Destrousse         | 13031      | Destroussiens       | 2,93             | 3 320 (2014)                      | 1 133              |
| La Penne-sur-Huveaune | 13070      | Pennois             | 3,56             | 6 338 (2014)                      | 1 780              |
| Peypin                | 13073      | Peypinois           | 13,35            | 5 465 (2014)                      | 409                |
| Roquevaire            | 13086      | Roquevairois        | 23,83            | 8 857 (2014)                      | 372                |
| Saint-Savournin       | 13101      | Saint-Savournicains | 5,89             | 3 266 (2014)                      | 554                |
| Saint-Zacharie        | 83120      | Zachariens          | 27,02            | 5 245 (2014)                      | 194                |

## Administration
| Période | Période | Identité             | Étiquette | Qualité                              |
| ------- | ------- | -------------------- | --------- | ------------------------------------ |
| 2001    | 2011    | Alain Belviso        | PCF       | Conseiller municipal d'Aubagne       |
| 2011    | 2015    | Magali Giovannangeli | PCF       | Première adjointe au maire d'Aubagne |

## Budget et fiscalité
- Total des produits de fonctionnement : 66 835 000 €, soit 641 € par habitant
- Total des ressources d’investissement : 22 867 000 €uros, soit 219 € par habitant
- Endettement  : 13 607000 €, soit 131 € par habitant[2].